# Anja Brandt
Anja Brandt (* 15. Februar 1990 in Hamburg) ist deutsche Volleyballnationalspielerin.

## Karriere
Anja Brandt begann ihre Laufbahn in ihrer Heimatstadt bei der Volleyballgemeinschaft Elmshorn. 2006 kam sie zum Juniorinnen-Team vom VC Olympia Berlin, mit dem sie zunächst in der zweiten, seit 2007 auch in der ersten Bundesliga spielte. Die Mittelblockerin wurde 2009 mit der Juniorinnen-Nationalmannschaft Weltmeister in Mexiko. In der Volleyball-Bundesliga spielt sie seit 2009 beim Schweriner SC, wo sie 2011, 2012 und 2013 Deutscher Meister wurde und zwei Mal den DVV-Pokal gewann. Auch in der Champions League ist Brandt mit den Schwerinerinnen regelmäßig vertreten und konnte mit dem Club in der Saison 2012/13 sogar die Playoffs erreichen.
Zu Beginn der Saison 2013/14 musste sich Brandt einer schweren Schulteroperation unterziehen. Infolge dieser Operation fiel sie für die komplette Spielzeit verletzungsbedingt aus. Im Dezember 2016 erkrankte Brandt erneut schwer. Der SSC verpflichtete daraufhin die US-Amerikanerin Hannah Tapp als Ersatz. Die Erkrankung ließ eine Rückkehr zur Saison 2017/18 nicht zu. Brandt wird seitdem nicht mehr im Kader der Schwerinerinnen geführt.
Mit der Nationalmannschaft wurde Anja Brandt 2013 Sieger in der Europaliga und Vizeeuropameister.